# Arrondissement di Die
L'arrondissement di Die è un arrondissement dipartimentale della Francia situato nel dipartimento della Drôme, nella regione dell'Alvernia-Rodano-Alpi.

## Storia
Fu creato nel 1800, sulla base dei preesistenti distretti.

## Composizione
L'arrondissement è diviso in 104 comuni raggruppati in 9 cantoni, elencati di seguito:
- cantone di Bourdeaux
- cantone di Châtillon-en-Diois
- cantone di Crest-Nord
- cantone di Crest-Sud
- cantone di Die
- cantone di La Chapelle-en-Vercors
- cantone di La Motte-Chalancon
- cantone di Luc-en-Diois
- cantone di Saillans

| Controllo di autorità | VIAF (EN) 236003293 · GND (DE) 4244678-8 |